# Jaswant I Rao Holkar
Ali Jah Zubdat al-Umara Bahadur al-Mulk Farzand-i-Arjmand Maharajadhiraj Raj Rajeshwar Shrimant Jaswant I Rao Holkar VI Subadar Bahadur Nusrat Jang (1776-1811) fou subadar maratha de Malwa amb residència principal a Maheshwar. Era fill il·legítim de Tukoji I Rao Holkar.
El fill legítim Kashi Rao Holkar va succeir al pare en la direcció administrativa del país quan va abdicar el 29 de gener de 1797, i el va succeir també en la direcció militar quan va morir el 15 d'agost de 1797. Malhar II Rao Holkar, l'altra fill legítim, va tractar de fer canviar la seva decisió al seu pare, ja que es considerava més capacitat doncs estava especialment dotat per la direcció militar com havia demostrat a la batalla de Lakheri el 1793, però no ho va aconseguir, tot i la preferència que li mostraven el poble i els soldats. Malhar Rao va rebre el suport dels seus germans (germanastres) il·legítims Jaswant Rao i Vithoji Rao. Malhar es va retirar a Poona sota la protecció de Nana Fanavis, un dels ministres principals del peshwa. Jaswant fou empresonat (agost) i davant l'amenaça que Malhar suposava, Kashi Rao Holkar va demanar ajut a Daulat Rao Sindhia. Les relacions entre els Sindhia i els Holkar eren dolentes després que el 1754 els primers van acceptar la pau amb el jat Suraj Mal, contra la pretensió dels Holkar, el fill del cap dels quals havia mort durant el setge de Suraj a Kumbher.
Jaswant es va escapar immediatament i es va reunir amb Malhar II a Poona Malhar es va posar sota protecció de Nana Farnavis un dels principals dirigents del govern del peshwa, però el seu grup fou atacat sobtadament prop de Poona per les forces de Sindhia, i Malhar va morir a la lluita el 24 de setembre de 1797. La seva vídua Shrimant Akhand Soubhagyavati Jiji Bai Sahib Holkar, que estava prenyada, fou empresonada; també fou empresonada Bhimabai Holkar, fills de Jaswant Rao. Quan Nana Farnavis va protestar el peshwa Baji Rao II, Sindhia i Sarja Rao Ghatke el van empresonar tanmateix. Jaswant va poder fugir a Nagpur amb Raghoji II Bhonsle, però a petició de Sindhia (que a més de tenir el suport del peshwa, ara exercia una virtual regència als dominis dels Holkar) fou capturat i empresonat (20 de febrer de 1798).
Una vegada més Jaswant es va poder escapar amb l'ajut de Bhawani Shankar Khatri (6 d'abril de 1798), anant primer a Khandesh, llavors a Barwani, després a Dharampuri i finalment a Dhar. Allí va ajudar al sobirà Anand Rao Pawar, a sufocar la revolta del seu ministre Rangnath que tenia suport dels pindaris, i fou recompensat amb diners i cavalls, amb els quals va equipar un petit exèrcit començant a recaptar tributs en nom del jove Khande II Rao Holkar, el fill pòstum de Malhar II Rao.
El suport popular creixia i el seu germà Vithoji Rao Holkar, Fatthesinh Mane, Bhawani Shankar Bakshi, Zunzhar Naik, Govardhan Naik, Rana Bhau Sinha, Balaji Kamlakar, Abhay Sinha, Bharmal Dada, Parashar Dada, Govind Pant Ganu, Harmat Sinha, Shamrao Mahadik, Jiwaji Yashwant, Harnath Chela, Vazir Hussain, Shahmat Khan, Gaffur Khan i Fateh Khan es van unir al seu exèrcit. Especialment important fou el fet que el cap pindari Amir Khan (que després fou nawab de Tonk) li donés suport. Kashi Rao va enviar un exèrcit contra Jaswant manat per Chevalier Dudrenec, un aventurer francès, però les seves forces foren derrotades a Kasrawad el desembre de 1798; llavors Dudrenec va transferir la seva fidelitat i Jaswant Rao Holkar, que va entrar a Maheshwar (gener de 1799). Jaswant va agafar el govern i títols i fou coronat pel ritu vèdic, conjuntament amb el seu nebot Khande II Rao Holkar que tenia només uns mesos i, per tant, no l'obstaculitzava en l'exercici del poder.
Enfrontat a Sindhia, el maig de 1799 va conquerir Ujjain. El germà de Jaswant, Vithoji Rao Holkar, fou enviat a donar suport a Amrut Rao com a peshwa, ja que els dos germans el consideraven més capacitat que Baji Rao II. Per engrandir els seus dominis Jaswant va iniciar campanyes cap al nord contra Sindhia i Vithoji cap al sud contra el peshwa. Baji Rao II va enviar a Balaji Kunjir i Bapurao Ghokale contra Vithoji Rao Holkar, que l'abril de 1801 fou capturat i portat a Poona sent sentenciat a mort, execució que es va complir sent aplastat per les potes d'un elefant. La seva dona i el su fill (el futur maharaja Hari Rao Holkar) foren empresonats. Molts notables marathes van aconsellar a Bajo Rao II no adoptar mesures tant radicals però el peshwa va seguir endavant. Quan Jaswant Rao se'n va assabentar va decidir prendre revenja.
El peshwa va restablir a Kashi Rao Holkar a Maheshwar l'agost de 1801, i poc després el setembre, Kashi feia aliança amb Scindia. Jaswant, retirat a Indore, fou derrotat a Bijalpur el 14 d'octubre de 1801 i Sarje Rao Ghatke, el ministre de Daulat Rao Sindhia, va saquejar Indore (ciutat) que va destruir fins als fonaments. Però Jaswant va saber reagrupar les seves forces i va iniciar el maig de 1802 l'atac contra el peshwa; va conquerir Sendhwa, Chalisgaon, Dhulia, Malegaon, Parol, Ner, Ahmednagar, Rahuri, Nashik, Sinnar, Dungargaon, Jamgaon, Pharabagh, Gardond, Pandharpur, Kurkumb, Narayangaon, Baramati, Purandhar, Saswad, Moreshwar, Thalner i Jejuri. Kashi Rao Holkar va quedar presoner. El 25 d'octubre de 1802, durant el festival de Diwali, Jaswant va derrotar les forces unides del peshwa i Sindhia a Hadapsar, prop de Poona (anomenada també batalla de Poona perquè hi va haver combats parcials a Hadapsar, Ghorpadi i Banwadi). Jaswant havia ordenat a les seves forces no atacar primer i esperar fins que l'enemic hagués disparat 25 canonades; així es va fer i les forces de Jaswant van contraatacar després que les del peshwa i Sindhia haguessin disparat més de 25 canonades. Després de la victòria va ordenar respectar als civils a Poona però la ciutat fou saquejada. El peshwa va fugir cap a Parvati, Wadgaon i Sinhagad, però Jaswant li va demanar de retornar a Poona i li va enviar provisions. Tota la regió fou objecte de saqueig durant tres mesos. Jaswant va alliberar a Nana Fanavis, l'antic ministre protector de Malhar II Rao Holkar, i altres sardars (nobles) com Moroba, Phadke, etc., que havien estat empresonats per Baji Rao II. El 27 d'octubre de 1802, Baji Rao II, junt amb Chimnaji, Baloji, Kunjir i alguns soldats de Sindhia, es van dirigir a Raigad i van passar un mes a Virwadi, passant després a Suwarnadurgh, i l'1 de desembre de 1802 es va dirigir a Vasai a un vaixell britànic de nom Harkuyan. Els britànics li van oferir la signatura d'un tractat subsidiari a canvi de restaurar-lo al tron; després de penser-ho durant un mes, i com que se suposava que Jaswant estava a punt de nomenar peshwa al seu germà Amrut Rao, va signar el tractat anomenat tractat de Bassein (31 de desembre de 1802).
Alguns sardars (nobles) marathes com Panse (o Pansia) i Purandhare, reclamaven al peshwa que retornés a Poona i entrés en contacte amb Jaswant. Fins i tot Chimanaji estava en contra del tractat signat amb els britànics. Quan Jaswant va saber la signatura del tractat va proclamar peshwa maratha a Amrut Rao que va anar a Poona i va ser coronat el 13 de març de 1803. Jaswant es va retirar i poc després i els britànics van entrar fàcilment a Poona i van reinstal·lar a Bajo Rao el 13 de maig de 1803, però en endavant va restar sota control britànic.
El 4 de juny de 1803 els principals caps marathes, Raghuji Bhonsle, Daulat Rao Scindia i Jaswant Rao Holkar van oblidar les seves diferències i es van trobar a Bodwad per formar una aliança contra els britànics. No obstant de sota mà, Daulat Rao Sindhia estava en contacte amb Bajo Rao, al que comunicava en una carta que oportunament es desfaria de Jaswant després d'expulsar els britànics. Però la carta va arribar a manbs d'Amrut Rao, que la va entregar al general Wellesley, qui la va fer arribar a Jaswant Rao Holkar. Llavors Jaswant es va separar de l'aliança.
Daulat Rao Sindhia de Gwalior i Raghuji Bhonsle II de Nagpur foren derrotats. Després de la batalla decisiva de Laswari, Raghuji va signar el 17 de desembre de 1803 el tractat de Deogaon, pel que cedia la província de Cuttack incloent Balasore. Després de la batalla d'Assaye, el 30 de desembre de 1803 Daulat Rao Sindhia va signar el tractat de Surji-Anjangaon cedint als britànics les regions del Doab del Ganges-Jumna, la regió de Delhi, part del Bundelkhand, Broach, alguns districtes de Gujarat, i el fort d'Ahmadnagar. El Gaikwar de Baroda ja havia signat un tractat amb els britànics el 29 de juliol de 1802 el que deixava a Jaswant com a únic rival maratha dels britànics. Wellesley en una carta data el 20 de desembre de 1803 deia que calia doblegar el poder de Jaswant. Aquest per la seva banda va escriure a diversos sobirans per buscar una aliança contra els britànics, però tots els contactes ja havien signat tractats amb els britànics.
Quan finalment es van iniciar les operacions el maig del 1804, Jaswant va derrotar a un exèrcit britànic sota el coronel Fawcet a Kunch al Bundelkhand. El 8 de juny de 1804 el governador general de la Companyia Britànica de les Índies Orientals ordenava a Lord Gerard Lake derrotar a Jaswant al més aviat possible. El 8 de juliol Jaswant tornava a derrotar a una força dirigida pel coronel Manson a Mukundare i seguidament en un combat menor a Kota. Al mateix temps els coronels Marey i Wallace van ocupar Indore i Ujjain; el 22 d'agost de 1804, Wellesley va sortir de Poona amb un exèrcit britànic i del peshwa; a Mathura Jaswant va saber que els britànics havien ocupat parts del seu territori i va decidir restar a Mathura preparant la reconquesta; en una carta datada l'11 de setembre de 1804 dirigida a Lord Lake, Wellesley assegurava que si Jaswant no era derrotat, molts sobirans podien entrar en revolta. Fins al setembre Jaswant va derrotar els britànics i aliats en diferents combats menors; va obligar a sotmetre's a Bapuji Sindhia.
El 8 d'octubre de 1804 va atacar Delhi per alliberar a l'emperador Shah Alam II, empresonat pels britànics, enfrontant-se a les forces dels coronels Actorloni i Berne en una batalla que va durar una setmana sense que finalment Jaswant aconseguís el seu objectiu quan Lord Lake va arribar en ajut de les forces de Delhi; Jaswant va canviar de plans i es va retirar, per la seva valentia l'emperador de Delhi va concedir a Jaswant els títols de Maharajadhiraj i Raj Rajeshwar Alija Bahadur.
El 16 de novembre de 1804 Jaswant va arribar a Dig (Deeg) per enfrontar a l'exèrcit del major Frazer al que va derrotar; Frazer va morir i Manson va agafar el comandament. El maharaja jat Ranjit Singh de Bharatpur es va unir a Jaswant contra els britànics. Lord Lake era a Farrukhabad, i no va gosar dirigir-se contra Jaswant, cosa que va molestar al governador general que li va recriminar; llavors Lord Lake es va dirigir a Dig i la va atacar en l'anomenada batalla de Dig o de Bharatpur el 13 de desembre de 1804, però fou rebutjat per Jaswant. Lord Lake, reunit a les forces de l'ara general Manson, i els coronels Marey, Don, Berne, Jetland, Setan, major general Jones, general Smith, i altres, va atacar Bharatpur el 3 de gener de 1805. La lluita va durar tres mesos i Jaswant fou conegut llavors com el "Napoleó de l'Índia".
Daulat Rao estava decidir a passar al camp de Jaswant però fou aconsellat de no fer-ho per Kamal Nayan Munshi el que al final va acabar decidint la batalla a favor dels britànics. Per atreure als aliats, els britànics van anunciar que els dominis d'Holkar serien repartits entre els sobirans amics. Dos dels homes de Jaswant, el cap Pindari Amir Khan i Bhawani Shankar Khatri, van trair el seu senyor, que finalment va perdre la batalla. Amir khan va rebre dels britànics el jagir de Tonk (el títol de nawab li havia donat el mateix Jaswant) i un mahal i un jagir a Delhi foren concedits a Bhawani Shankar Khatri (la casa -haveli- de Bhawani Shankar Khatri a Delhi és encara esmentada com Namak Haram ki Haweli o "Casa dels traïdors"). El 17 d'abril de 1805 el jat Ranjit Singh signava un tractat amb els britànics que estaven a punt d'obtenir la victòria. Jaswant va haver d'evacuar Bharatpur.
Jaswant, Daulat Rao Sindhia, Satara Chattrapati i Chatar Singh es van reunur la primavera del 1805 a Sabalgad i van decidir unir-se per expulsar els britànics. El setembre de 1805, Jaswant i Daulat Rao van arribar a Ajmer. El maharaja Man Singh Rathor de Jodhpur va enviar el seu exèrcit a la coalició. El maharaja de Jaipur, els marathes Bhonhsle de Nagpur i Ranjit Singh del Panjab es van unir a la coalició si bé de manera força nominal. Quan els britànics van saber que Sindhia i Holkar s'havien unit, el governador Wlellesley va ordenar atacar-los a Lord Lake, però aquest va informar que no podia (25 d'abril de 1805). Finalment això va costar el lloc a Lord Wellesley que fou substituït per Lord Cornwallis com a governador general. Cornwallis va ordenar a Lord Lake el 19 de setembre de 1805 retornar tot els territoris que se li havien ocupat a Holkar, i negociar un acord de pau. Jaswant va refusar signar la pau.
La sobtada mort de Cornwallis va portar al govern general a George Barlow que va tractar de dividir els Holkar i els Sindhia. Els britànics van signar un tractat amb Daulat Rao Sindhia (amb la mediació de Kamal Nayan Munshi) el 23 de novembre de 1805, i Jaswant va quedar altre cop sol davant els britànics. Va demanar suport a Raja Bhag Singh de Jindh, Raja Fathesinh Ahuwalia de Patiala, i altres governants sikhs, però tots van refusar. Ranjit Singh es va mostrar d'acord en ajudar però els britànics van enviar a Lahore a Bahg Singh, oncle de Ranjit Sinh, per prevenir a Ranjit contra Jaswant. Finalment Ranjit Singh de Lahore i Fateh Singh de Baroda van signar un tractat d'amistat amb els britànics (17 de desembre de 1805).
Lord Lake llavors va intentar la pau amb Jaswant a qualsevol preu, per evitar que aconseguís altres adhesions. Jaswant, davant la manca de suport, va haver de signar finalment un tractat amb els britànics el 24 de desembre de 1805 a Rajghat aleshores al Punjab (actualment a Delhi). Fou reconegut com a sobirà hereditari i va recuperar tots els seus antics territoris excepte els situats al nord del Chambal, a Poona i al Bundelkhand (on únicament Kunch, al Bundelkhand, fou concedit en jagir a la seva filla que estava casada amb Jovind Rao Bolia); inicialment va haver de renunciar als seus drets feudals sobre els sobirans de Rajputana, però per la política de no-intervenció vigent en aquell temps entre els britànics, va permetre acceptar finalment el domini feudal de Jaswant sobre Jaipur, Jodhpur, Udaipur (Mewar), Kotah, Bundi, i altres estats rajputs. Jaswant va entrar com a triomfador a Indore (ciutat) (1806). Poc després suposadament per còlera però segons algunes fonts enverinat per orde seva, l'infant Khande II Rao Holkar va morir (setembre de 1806) el que li assegurava el tron en solitari.
Jaswant no va parar, i a la primavera del 1806 ja estava altre cop tractant de refer la confederació maratha; va escriure a Daulat Rao Sindhia però aquest va enviar la carta al resident britànic Marsor, que va informar al governador general (12 de maig de 1806). Encara que Holkar i Sindhia van arribar a un acord d'11 punts el 14 de novembre de 1807, els britànics van saber evitar la seva materialització i Jaswant va decidir lluitar sol. El 1807 va rebre de l'emperador els títols d'Ali Jah, Zubdat al-Umara, Bahadur al-Mulk, Farzand-i-Arjmand, i Nusrat Jang. El 1808 va donar signes de bogeria i pels afers civils es va instal·lar una regència dirigida per la seva dona morganàtica Tulsi Bai
El 1810 es va dirigir a Bhanpura on va instal·lar una fàbrica de canons i va decidir restar a la zona per reunir un exèrcit. Va aconseguir fabricar 200 canons treballant dia i nit i va reunir un exèrcit de 100.000 soldats amb els que pretenia atacar Calcuta. L'estres de la tasca el va afectar i els símptomes de bogeria van empitjorar. Va morir a Bhanpura el 28 d'octubre de 1811 amb només 35 anys, es suposa que d'un tumor cerebral.
Es va casar amn Maharani Shrimant Akhand Soubhagyavati Lara Bai Sahib (enverinada el maig de 1812), després amb Maharani Shrimant Akhand Soubhagyavati Tulsi Bai Sahib (regent, executada el 20 de desembre de 1817), i amb Maharani Shrimant Akhand Soubhagyavati Krishna Bai Maji Sahiba (mort el 1849, regent de 1843 a 1849, coneguda com a Keshri Bai) si bé amb aquesta darrera mai s'hi va casar formalment. Va deixar un fill, Malhar III Rao Holkar, que el va succeir, i una filla (Maharajkumari Shrimant Bhima Bai Raje Sahib Holkar o Shrimant Akhand Soubhagyavati Bhima Bai Raje Sahib Bolia, notable heroina a la batalla de Mehidpur i dirigint una guerrilla després de 1818, morta el 1858).